# Тарковски, Джеймс
Джеймс А́лан Тарко́вски (англ. James Alan Tarkowski; род. 19 ноября 1992, Манчестер, Большой Манчестер) — английский футболист, выступающий на позиции центрального защитника. Игрок клуба «Эвертон», бывший игрок национальной сборной Англии.

## Клубная карьера
Джеймс Тарковски является воспитанником футбольного клуба «Блэкберн Роверс». В 2008—2009 годах играл за любительский клуб «Мейн Роуд», который выступал в Футбольной лиге Северо-Западных графств — на девятом по значимости уровне в системе футбольных лиг Англии.
В мае 2009 года Тарковски подписал двухлетний любительский контракт с клубом «Олдем Атлетик». C 2011 года начал выступать за основной состав «Олдема». Его дебют состоялся 22 января 2011 года в игре против «Брентфорда». В мае 2011 года 18-летний защитник подписал с клубом первый в своей карьере профессиональный контракт. 5 мая 2012 года Тарковски забил свой первый гол за клуб (и в карьере) в матче против «Карлайл Юнайтед».
В сезоне 2012/13 Джеймс закрепился в основном составе «Олдема» в качестве центрального защитника. 2 октября 2012 года забил гол в ворота «Кру Александра». 19 февраля 2013 года он забил свой второй гол в сезоне в ворота клуба «Стивенидж». Всего в сезоне 2012/13 Джеймс сыграл за клуб 26 матчей и забил 2 мяча. В июне 2013 года подписал с «Олдемом» новый двухлетний контракт.
В сезоне 2013/14 Тарковски отметился забитым мячом в первом официальном матче сезона против клуба «Стивенидж». В августе 2013 года болельщики «Олдема» признали его лучшим игроком месяца. 22 января 2014 года Джеймс подписал с клубом новый контракт. Однако уже 31 января Тарковски перешёл в «Брентфорд», подписав с клубом контракт сроком на три с половиной года.
1 марта 2014 года Тарковски дебютировал за «Брентфорд» в матче против «Карлайл Юнайтед». 11 марта забил свой первый гол за клуб в игре против «Транмир Роверс». 15 марта 2014 года Тарковски впервые в своей карьере получил красную карточку в матче против клуба «Лейтон Ориент». За лондонский клуб выступал до середины сезона 2015/16 и суммарно за всё время провёл за клуб 74 матча.
1 февраля 2016 года Джеймс Тарковски перешёл в «Бернли», на тот момент выступавший в Чемпионшипе, подписав с клубом контракт сроком на три с половиной года. 20 февраля он дебютировал за клуб, заменив получившего травму Майкла Кина на 32-й минуте матча против «Ротерем Юнайтед». До конца сезона лишь четырежды появился на поле в матчах «Бернли», который по итогам сезона получил право выступать в Премьер-лиге.
27 августа 2016 года Тарковски дебютировал в Премьер-лиге, выйдя на замену Дину Марни в матче против «Челси». Тем не менее, основной связкой центральных защитников «Бернли» в сезоне 2016/17 оставались Майкл Кин и Бен Ми; Тарковски же появился на поле в матчах Премьер-лиги 19 раз, в основном выходя на замены.
После того, как Майкл Кин покинул «Бернли» летом 2017 года, Тарковски сформировал с Беном Ми новую связку центральных защитников. На протяжении следующих пяти сезонов являлся основным защитником «Бернли»: каждый сезон проводил более 30 матчей за команду в Премьер-лиге. Суммарно в сезонах 2017/18—2021/22 принял участие в 175 матчах «кларетовых» в Премьер-лиге, в каждом из которых выходил в стартовом составе. При этом лишь дважды за это время Тарковски был заменён — остальные 173 игры он отыграл целиком. Также за это время забил в Премьер-лиге 7 голов в ворота соперников «Бернли».
Летом 2022 года после того, как «Бернли» выбыл из Премьер-лиги, Тарковски не стал продлевать истекающий с клубом контракт. 2 июля 2022 года о подписании Тарковски на правах свободного агента официально объявил футбольный клуб «Эвертон». Футболист подписал с новым клубом контракт сроком до 30 июня 2026 года. Дебют Тарковски в «Эвертоне» состоялся 6 августа 2022 года в матче первого тура сезона 2022/23 против «Челси» (0:1), когда футболист вышел на поле в стартовом составе и отыграл полный матч. 4 февраля 2023 года забил свой первый гол за «Эвертон». Это случилось в победном для ливерпульского клуба матче против «Арсенала» (1:0). По итогам первого сезона в «Эвертоне» Тарковски оказался единственным полевым игроком в Премьер-лиге, который полностью отыграл все 38 матчей турнира.

## Карьера в сборной
Дед Джеймса со стороны отца был поляком, он покинул Польшу и переехал в Англию после Второй мировой войны, где женился на женщине ирландского происхождения. В связи с этим Джеймс имел право играть за сборную Польши. Тем не менее Тарковски предпочёл выступать за национальную сборную Англии, заявив: «Я всегда видел себя англичанином, поэтому играть за Польшу было бы сложно».
15 марта 2018 года он был включён в состав сборной Англии на товарищеские матчи против Нидерландов и Италии. 27 марта 2018 года дебютировал за сборную Англии в матче против сборной Италии на стадионе «Уэмбли» (1:1).

## Личная жизнь
Тарковски родился в Манчестере и вырос в районе Нью-Мостон. Он является болельщиком «Манчестер Юнайтед», а в детстве его кумирами были Дэвид Бекхэм и Пол Скоулз.

## Статистика выступлений

### Клубная
| Выступление      | Выступление      | Выступление      | Лига | Лига | Кубок | Кубок | Кубок лиги | Кубок лиги | Еврокубки | Еврокубки | Прочие | Прочие | Итого | Итого |
| Клуб             | Лига             | Сезон            | Игры | Голы | Игры  | Голы  | Игры       | Голы       | Игры      | Голы      | Игры   | Голы   | Игры  | Голы  |
| ---------------- | ---------------- | ---------------- | ---- | ---- | ----- | ----- | ---------- | ---------- | --------- | --------- | ------ | ------ | ----- | ----- |
| Олдем Атлетик    | Лига 1           | 2010/11          | 9    | 0    | 0     | 0     | 0          | 0          | 0         | 0         | 0      | 0      | 9     | 0     |
| Олдем Атлетик    | Лига 1           | 2011/12          | 16   | 1    | 0     | 0     | 0          | 0          | 0         | 0         | 2      | 0      | 18    | 1     |
| Олдем Атлетик    | Лига 1           | 2012/13          | 21   | 2    | 3     | 0     | 1          | 0          | 0         | 0         | 1      | 0      | 26    | 2     |
| Олдем Атлетик    | Лига 1           | 2013/14          | 26   | 2    | 5     | 0     | 1          | 0          | 0         | 0         | 4      | 1      | 36    | 3     |
| Олдем Атлетик    | Итого            | Итого            | 72   | 5    | 8     | 0     | 2          | 0          | 0         | 0         | 7      | 1      | 89    | 6     |
| Брентфорд        | Лига 1           | 2013/14          | 13   | 2    | 0     | 0     | 0          | 0          | 0         | 0         | 0      | 0      | 13    | 2     |
| Брентфорд        | Чемпионшип       | 2014/15          | 34   | 1    | 1     | 0     | 1          | 0          | 0         | 0         | 2      | 0      | 38    | 1     |
| Брентфорд        | Чемпионшип       | 2015/16          | 23   | 1    | 0     | 0     | 0          | 0          | 0         | 0         | 0      | 0      | 23    | 1     |
| Брентфорд        | Итого            | Итого            | 70   | 4    | 1     | 0     | 1          | 0          | 0         | 0         | 2      | 0      | 74    | 4     |
| Бернли           | Чемпионшип       | 2015/16          | 4    | 0    | 0     | 0     | 0          | 0          | 0         | 0         | 0      | 0      | 4     | 0     |
| Бернли           | Премьер-лига     | 2016/17          | 19   | 0    | 4     | 0     | 1          | 0          | 0         | 0         | 0      | 0      | 24    | 0     |
| Бернли           | Премьер-лига     | 2017/18          | 31   | 0    | 0     | 0     | 2          | 0          | 0         | 0         | 0      | 0      | 33    | 0     |
| Бернли           | Премьер-лига     | 2018/19          | 35   | 3    | 2     | 0     | 0          | 0          | 5         | 0         | 0      | 0      | 42    | 3     |
| Бернли           | Премьер-лига     | 2019/20          | 38   | 2    | 2     | 0     | 0          | 0          | 0         | 0         | 0      | 0      | 40    | 2     |
| Бернли           | Премьер-лига     | 2010/21          | 36   | 1    | 2     | 0     | 1          | 0          | 0         | 0         | 0      | 0      | 39    | 1     |
| Бернли           | Премьер-лига     | 2021/22          | 35   | 1    | 1     | 0     | 1          | 0          | 0         | 0         | 0      | 0      | 37    | 1     |
| Бернли           | Итого            | Итого            | 198  | 7    | 11    | 0     | 5          | 0          | 5         | 0         | 0      | 0      | 219   | 7     |
| Эвертон          | Премьер-лига     | 2022/23          | 38   | 1    | 1     | 0     | 1          | 0          | 0         | 0         | 0      | 0      | 40    | 1     |
| Эвертон          | Премьер-лига     | 2023/24          | 38   | 1    | 3     | 0     | 4          | 1          | 0         | 0         | 0      | 0      | 45    | 2     |
| Эвертон          | Премьер-лига     | 2024/25          | 33   | 1    | 1     | 0     | 0          | 0          | 0         | 0         | 0      | 0      | 34    | 1     |
| Эвертон          | Премьер-лига     | 2025/26          | 1    | 0    | 0     | 0     | 0          | 0          | 0         | 0         | 0      | 0      | 1     | 0     |
| Эвертон          | Итого            | Итого            | 110  | 3    | 5     | 0     | 5          | 1          | 0         | 0         | 0      | 0      | 120   | 4     |
| Всего за карьеру | Всего за карьеру | Всего за карьеру | 450  | 19   | 25    | 0     | 13         | 1          | 5         | 0         | 9      | 1      | 502   | 21    |

### Международная
| Сборная          | Сезон            | Товарищеские | Товарищеские | Официальные | Официальные | Итого | Итого |
| Сборная          | Сезон            | Игры         | Голы         | Игры        | Голы        | Игры  | Голы  |
| ---------------- | ---------------- | ------------ | ------------ | ----------- | ----------- | ----- | ----- |
| Англия           |                  |              |              |             |             |       |       |
| 2018             | 2                | 0            | 0            | 0           | 2           | 0     |       |
| Всего за карьеру | Всего за карьеру | 2            | 0            | 0           | 0           | 2     | 0     |

### Матчи за сборную
| № | Дата             | Оппонент  | Счёт | Голы | Карточки | Минуты | Соревнование      |
| - | ---------------- | --------- | ---- | ---- | -------- | ------ | ----------------- |
| 1 | 27 марта 2018    | Италия    | 1:1  | —    | —        | 90'    | Товарищеский матч |
| 2 | 11 сентября 2018 | Швейцария | 1:0  | —    | —        | 61'    | Товарищеский матч |

Итого: 2 матча / 0 голов; 1 победа, 1 ничья, 0 поражений.

## Достижения

### Командные
«Бернли»
- Победитель Чемпионшипа Футбольной лиги Англии: 2015/16